# ワット・シーラッタナーサーサダーラーム

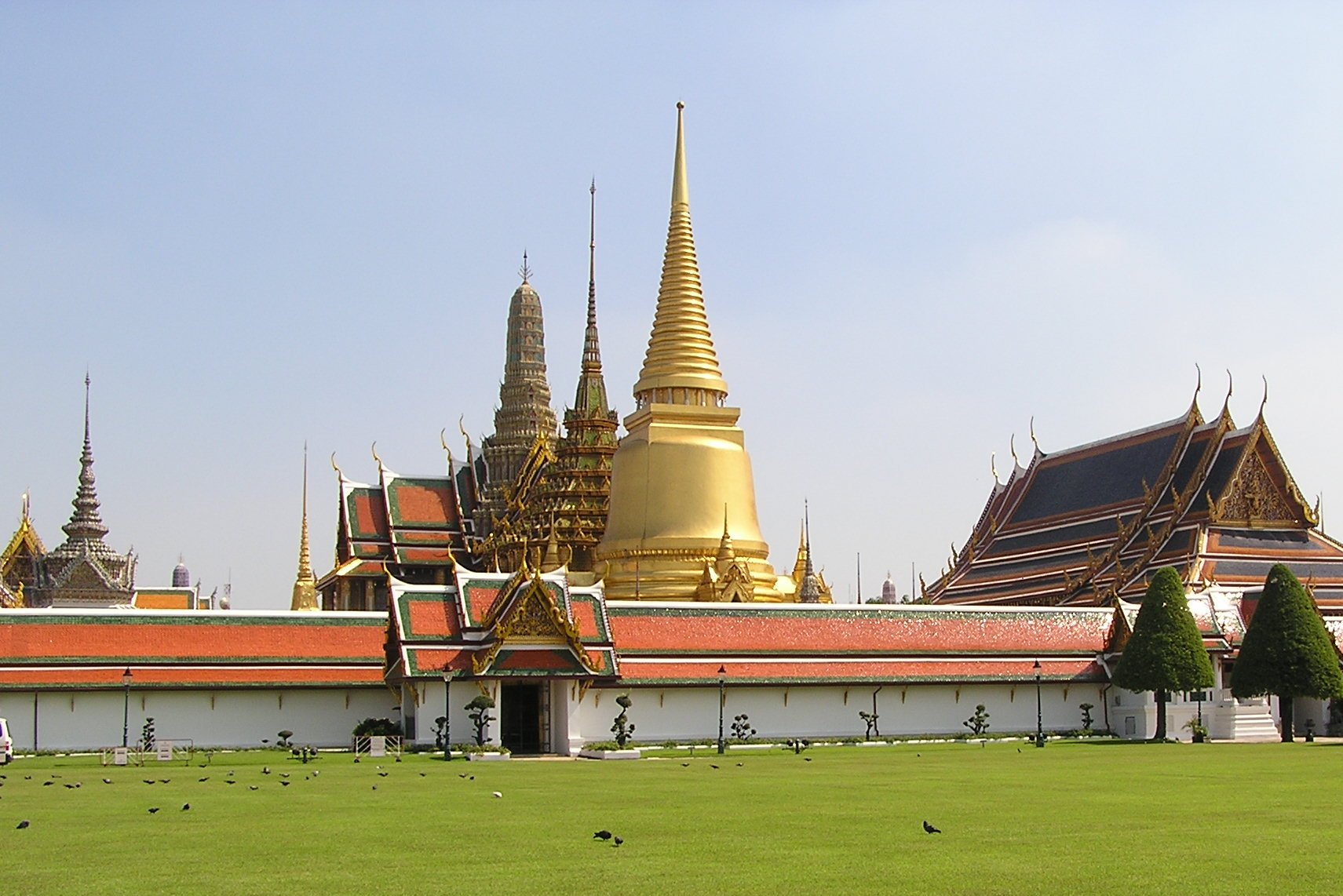
ワット・プラシーラッタナサーサダーラーム

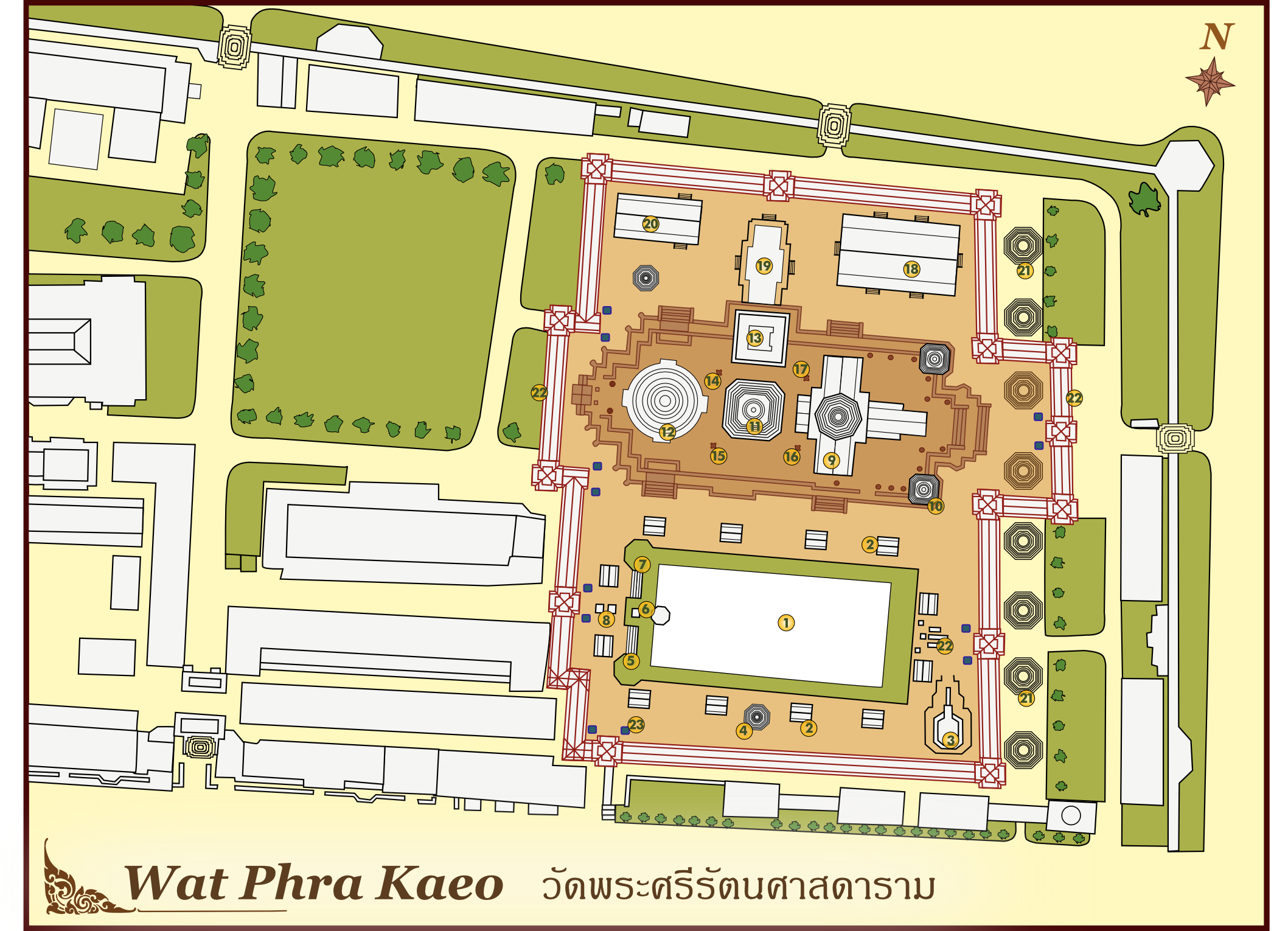
寺院内地図

ワット・プラシーラッタナサーサダーラーム（英語：Wat Phra Sri Rattana Satsadaram、タイ語：วัดพระศรีรัตนศาสดาราม）は、タイのバンコク・プラナコーン区にある仏教寺院。王宮の敷地内にある。その本尊から、通称ワット・プラケーオ（英語：Temple of the Emerald Buddha、タイ語：วัดพระแก้ว）。エメラルド寺院の名で知られる。

## 概要
王宮の宮殿郡と接し、本堂にはエメラルド仏（プラ・ケーオ）が安置されている。王室専用の仏教儀式の場であるため僧侶がおらず、僧侶が生活する庫裏などの施設がない。普段は観光地になっており、内外から毎日たくさんの旅行客が訪れる。

## 歴史
1784年、ビルマ軍に備え、ラーマ1世が王朝をトンブリーからクルンテープ・マハナコーンへ移されるのと同時に、当時の建築技術を最大限に利用して建設された。

## 主な建物
- 本堂
エメラルド仏を安置する。
- プラ・シーラッタナチェーディー
金色の仏舎利塔。
- プラ・モンドップ
経堂であり、三蔵経を納めている。
- プラサート・プラテープ・ピドーン（ロイヤルパンテオン）
ラーマ1世から8世までの彫像を安置。

## ギャラリー

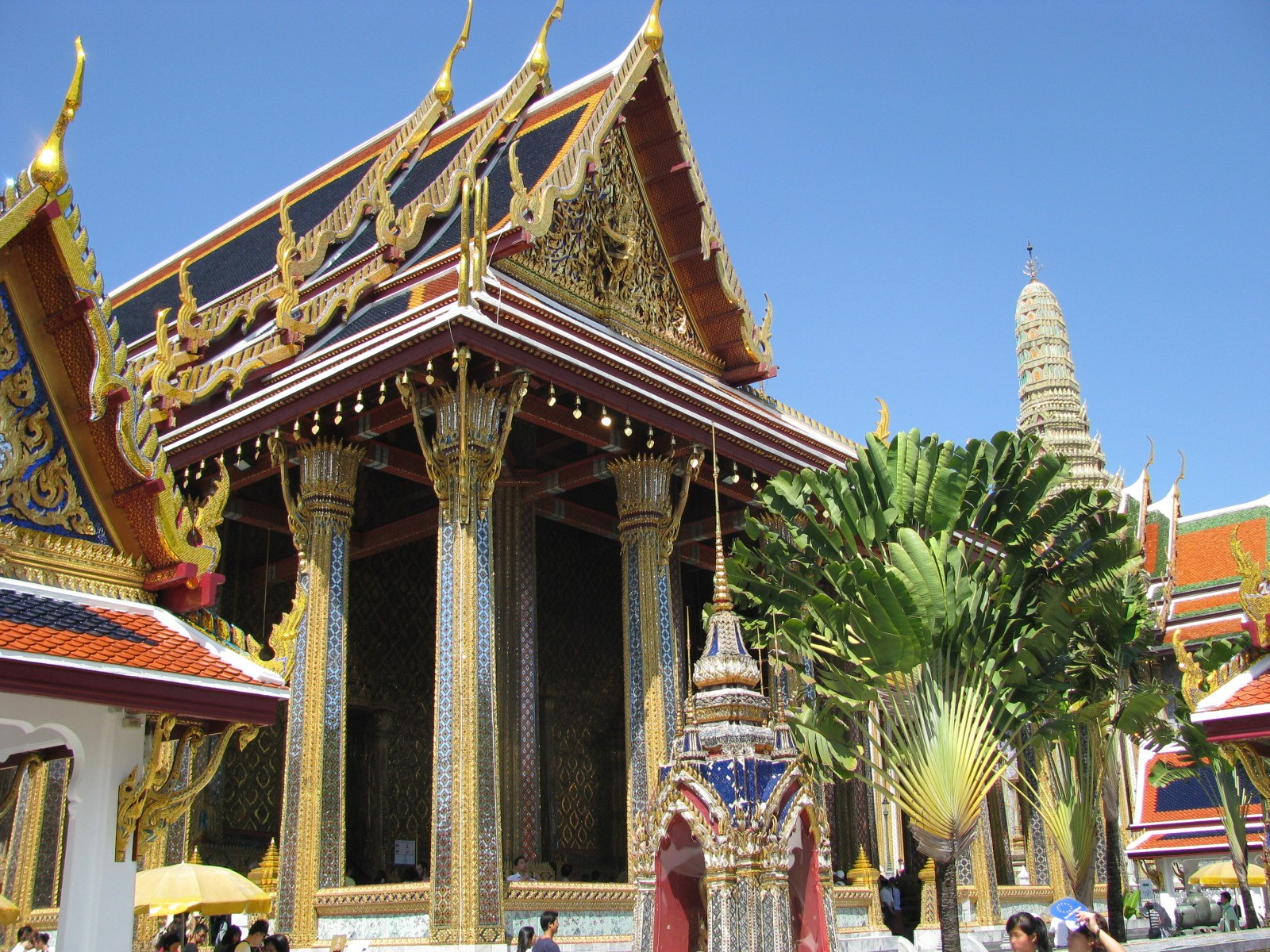
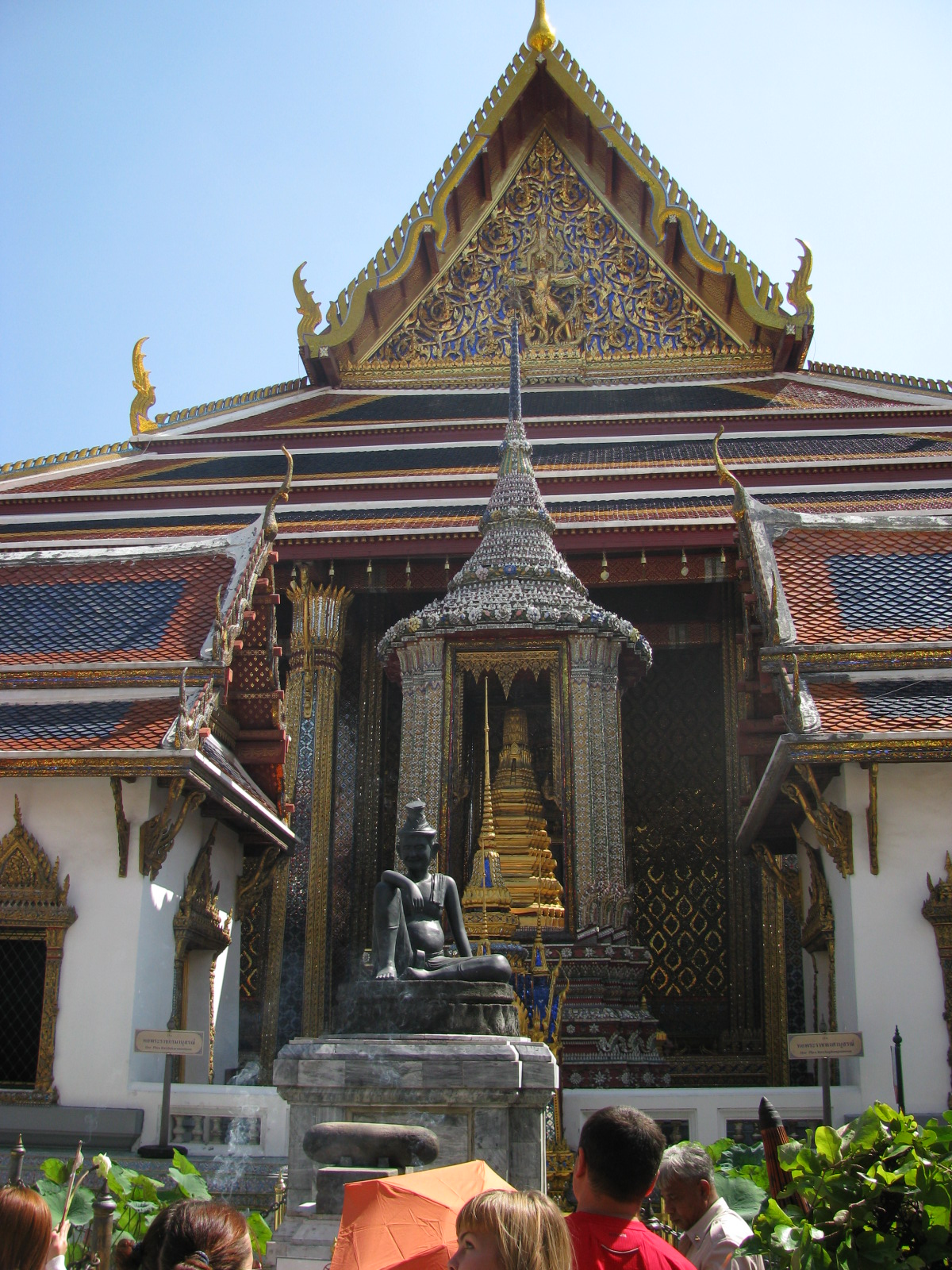
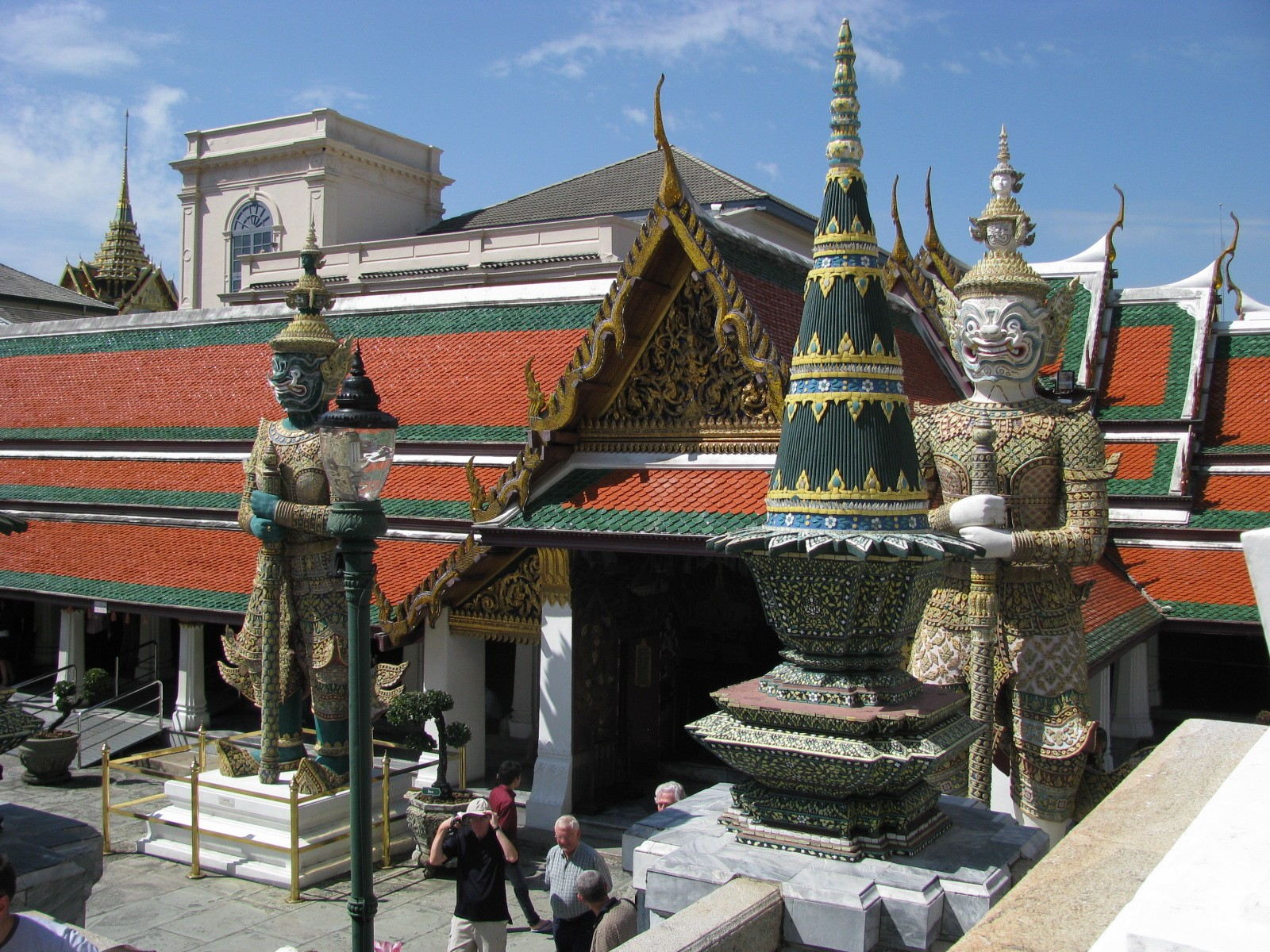
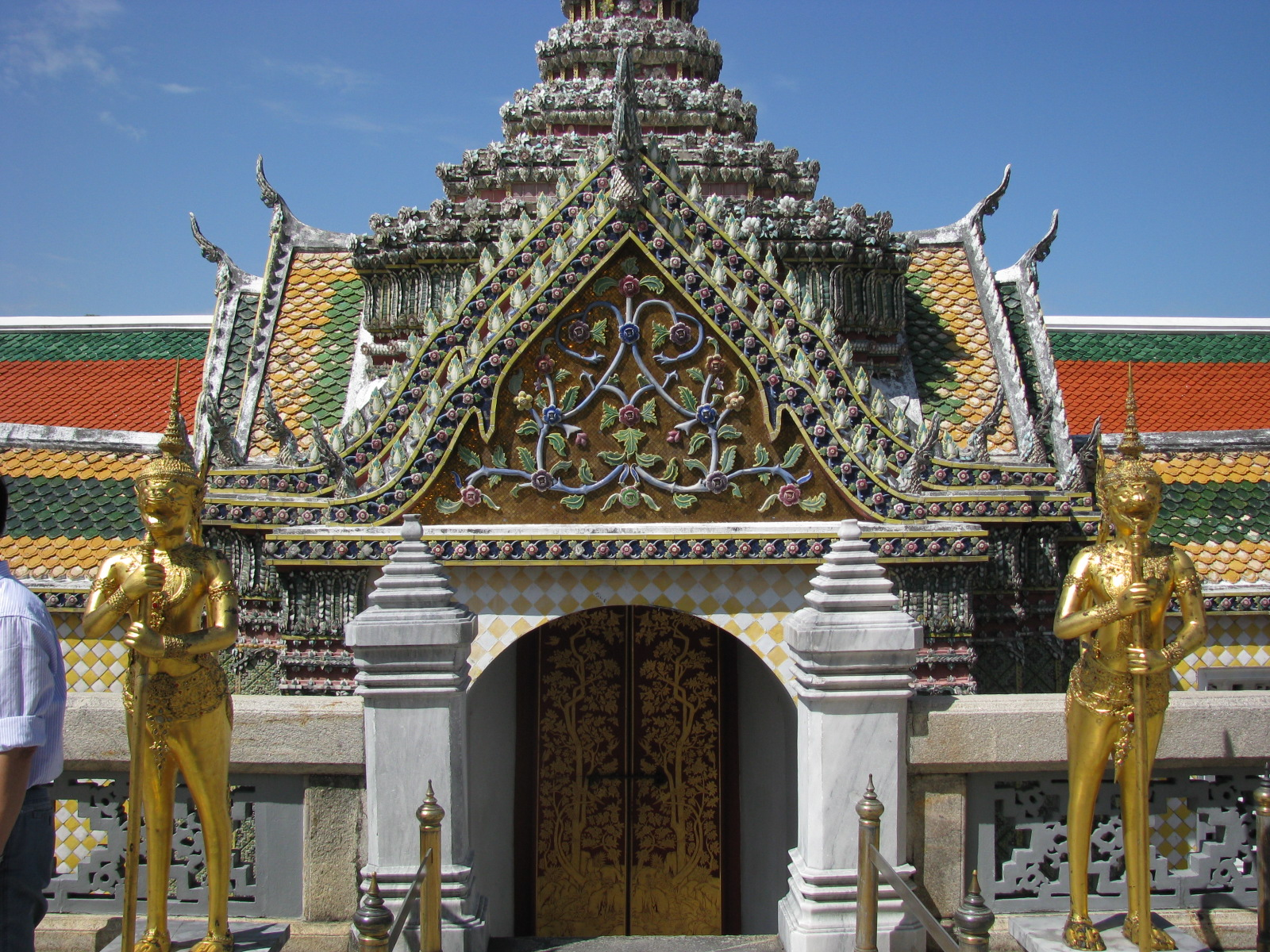
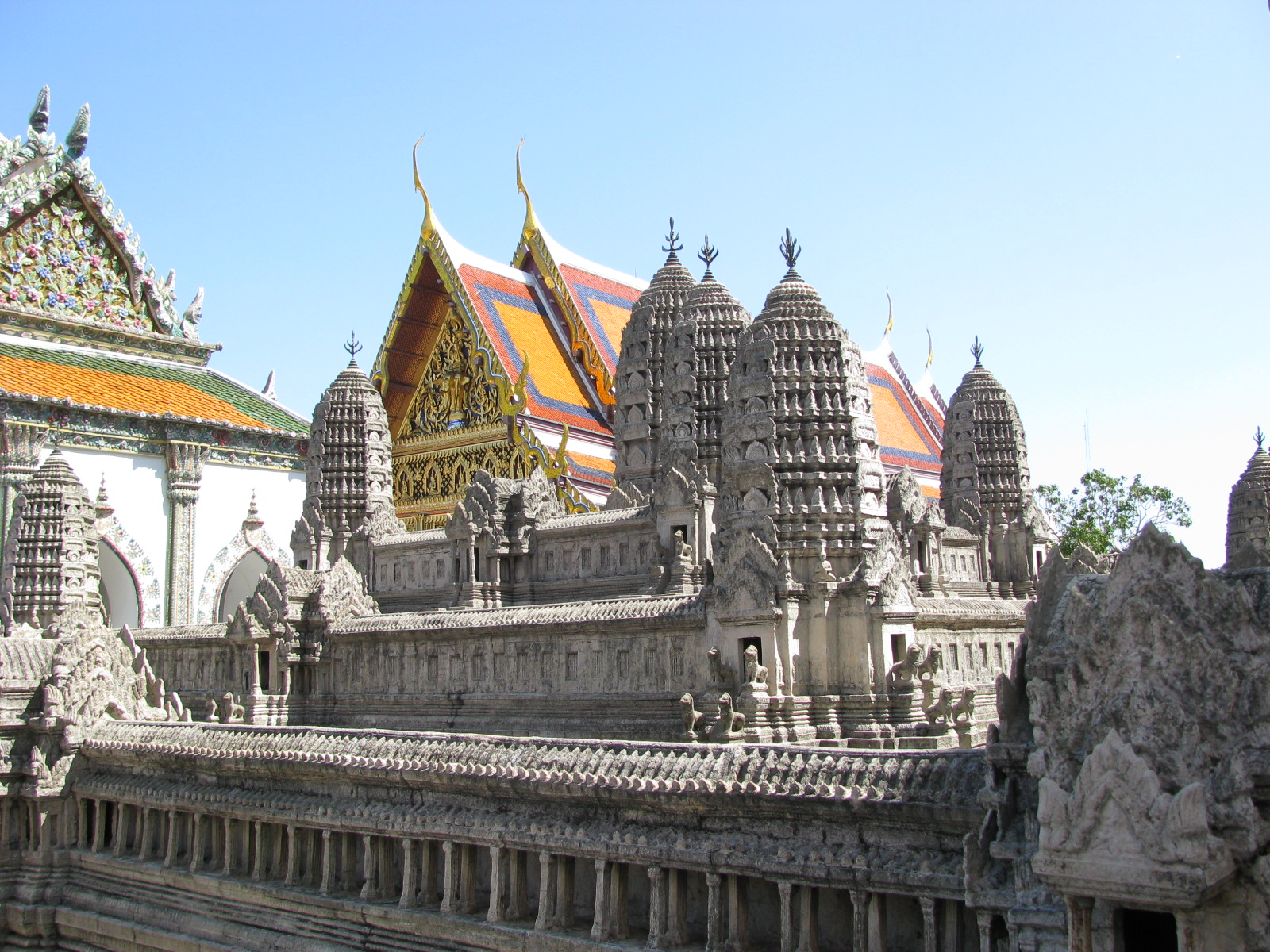
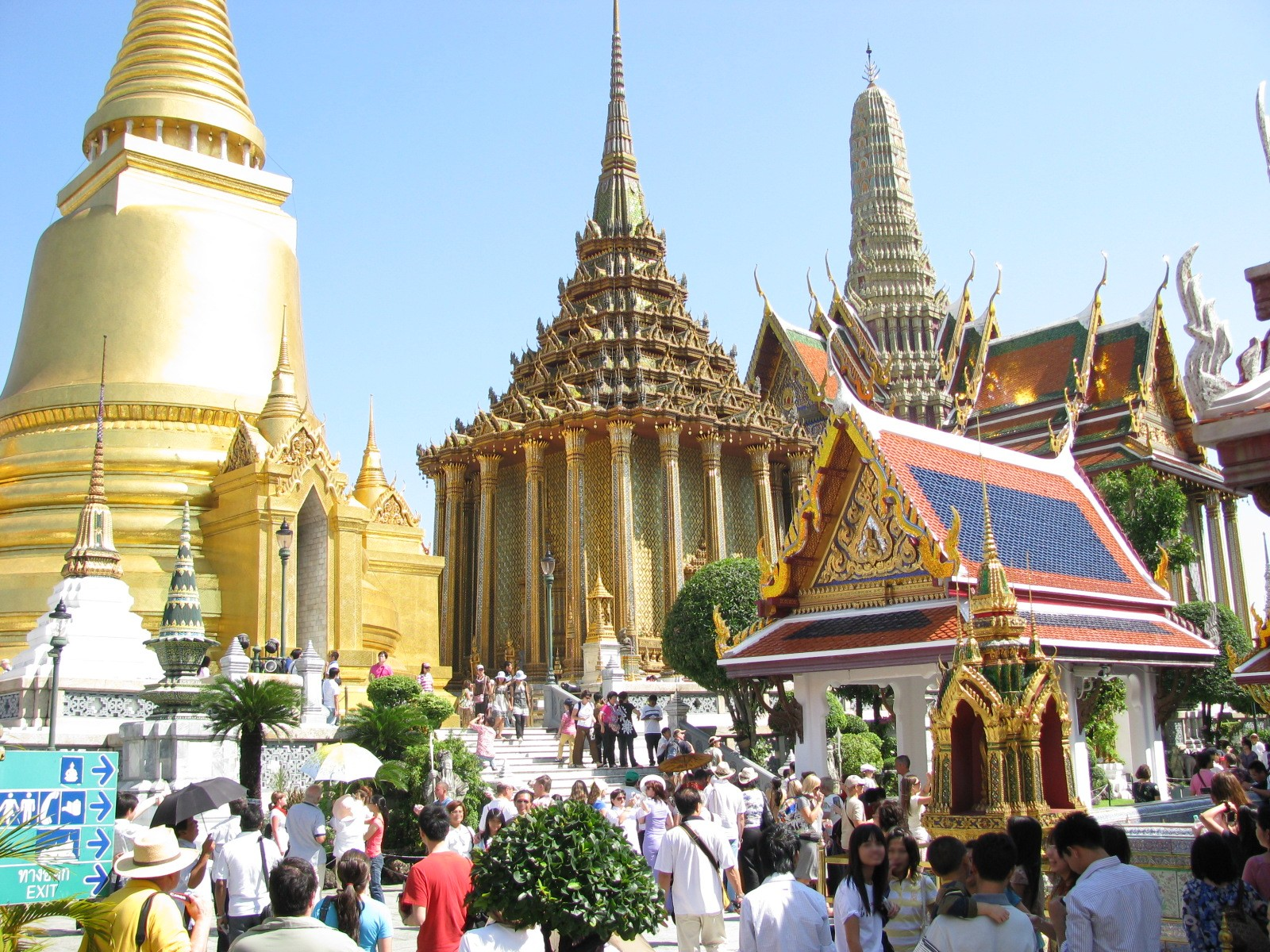
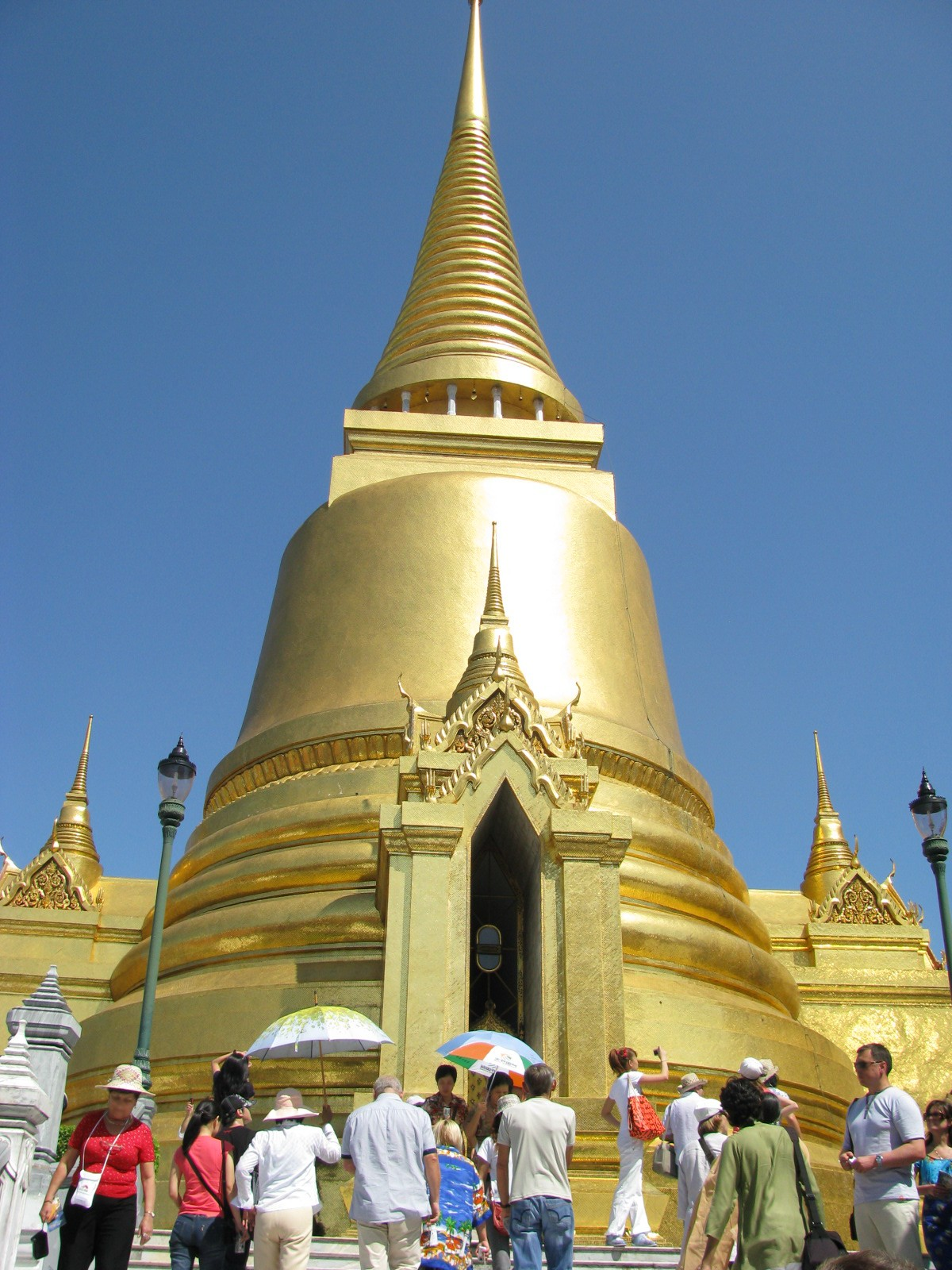
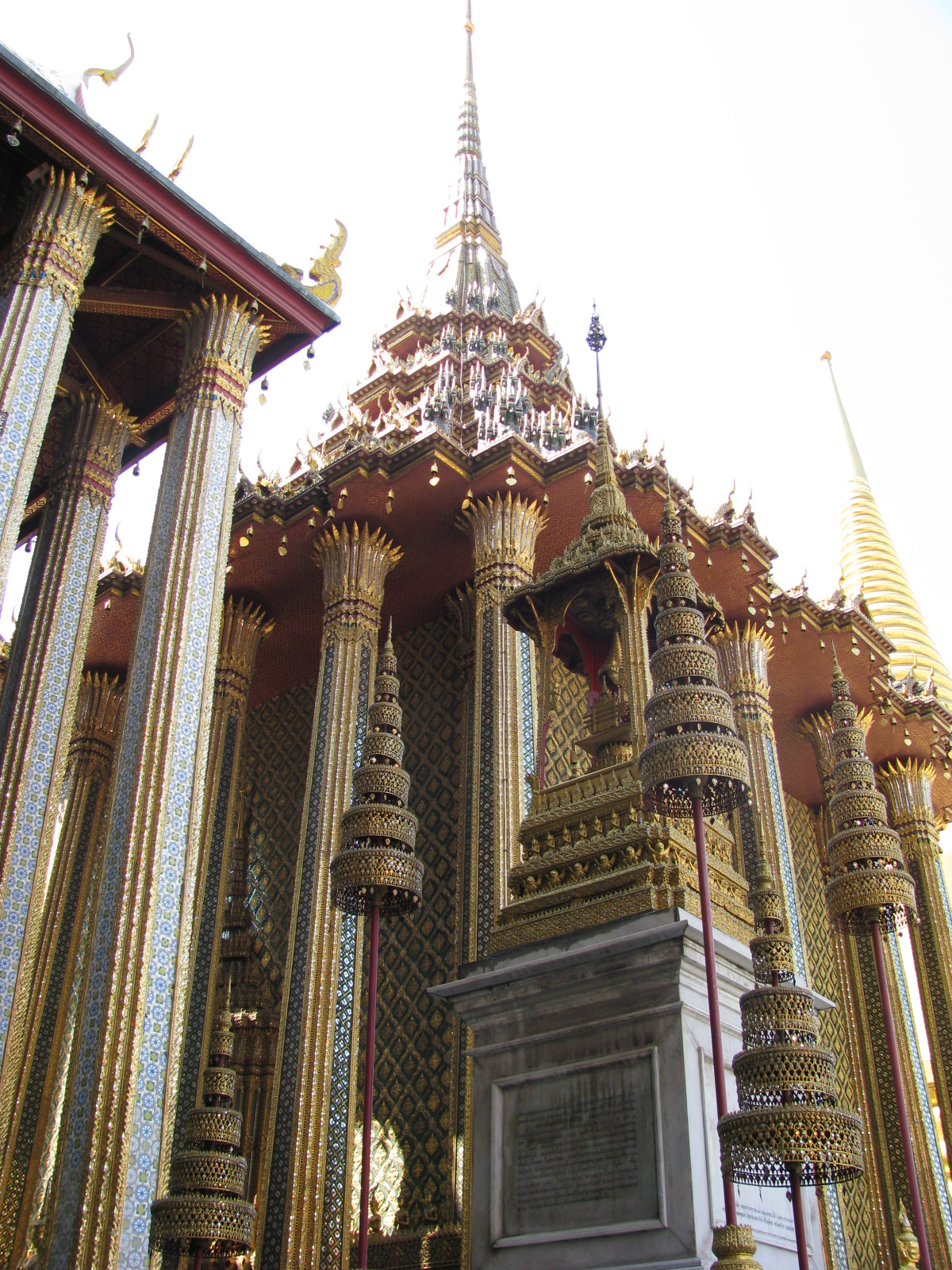
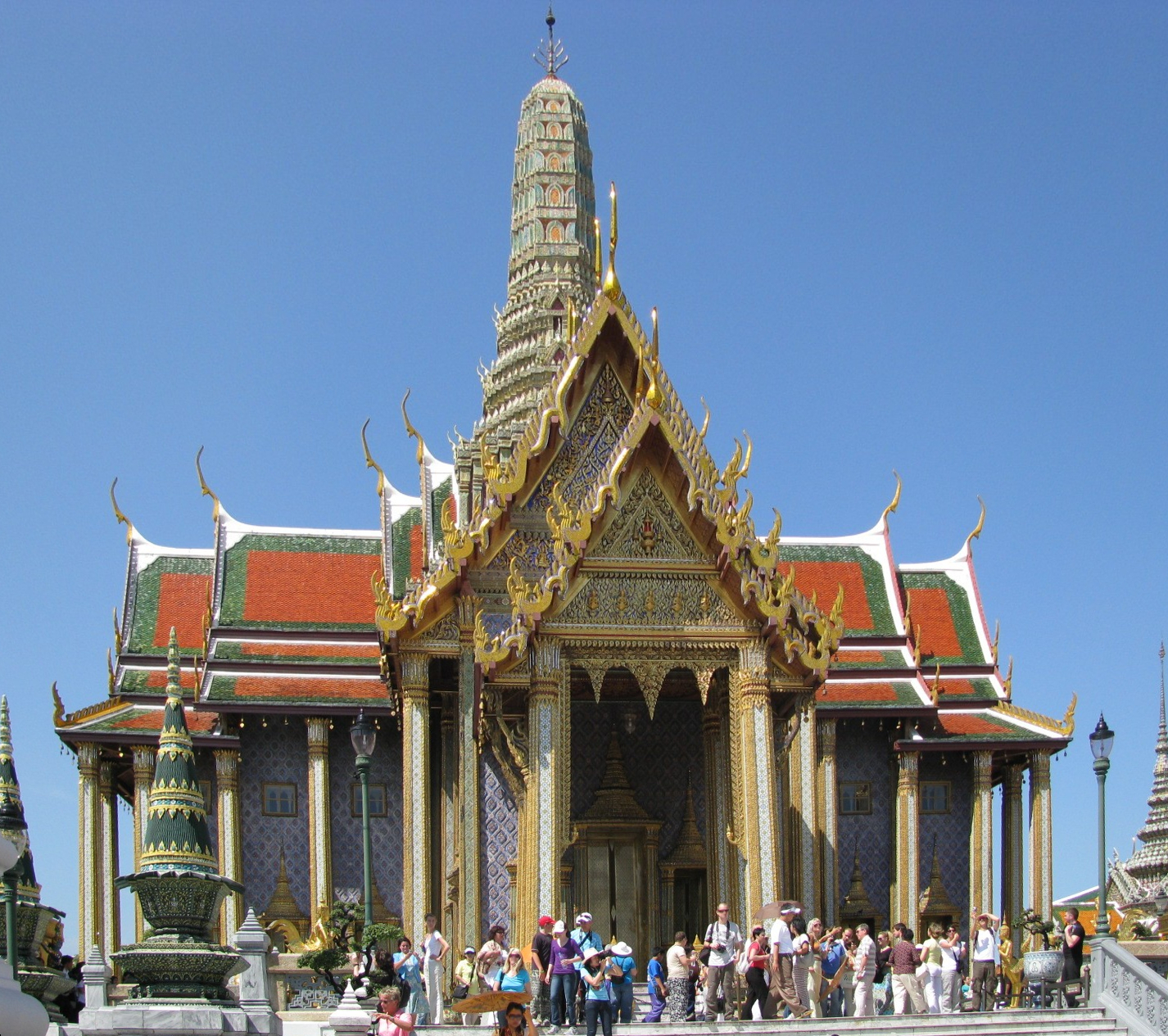
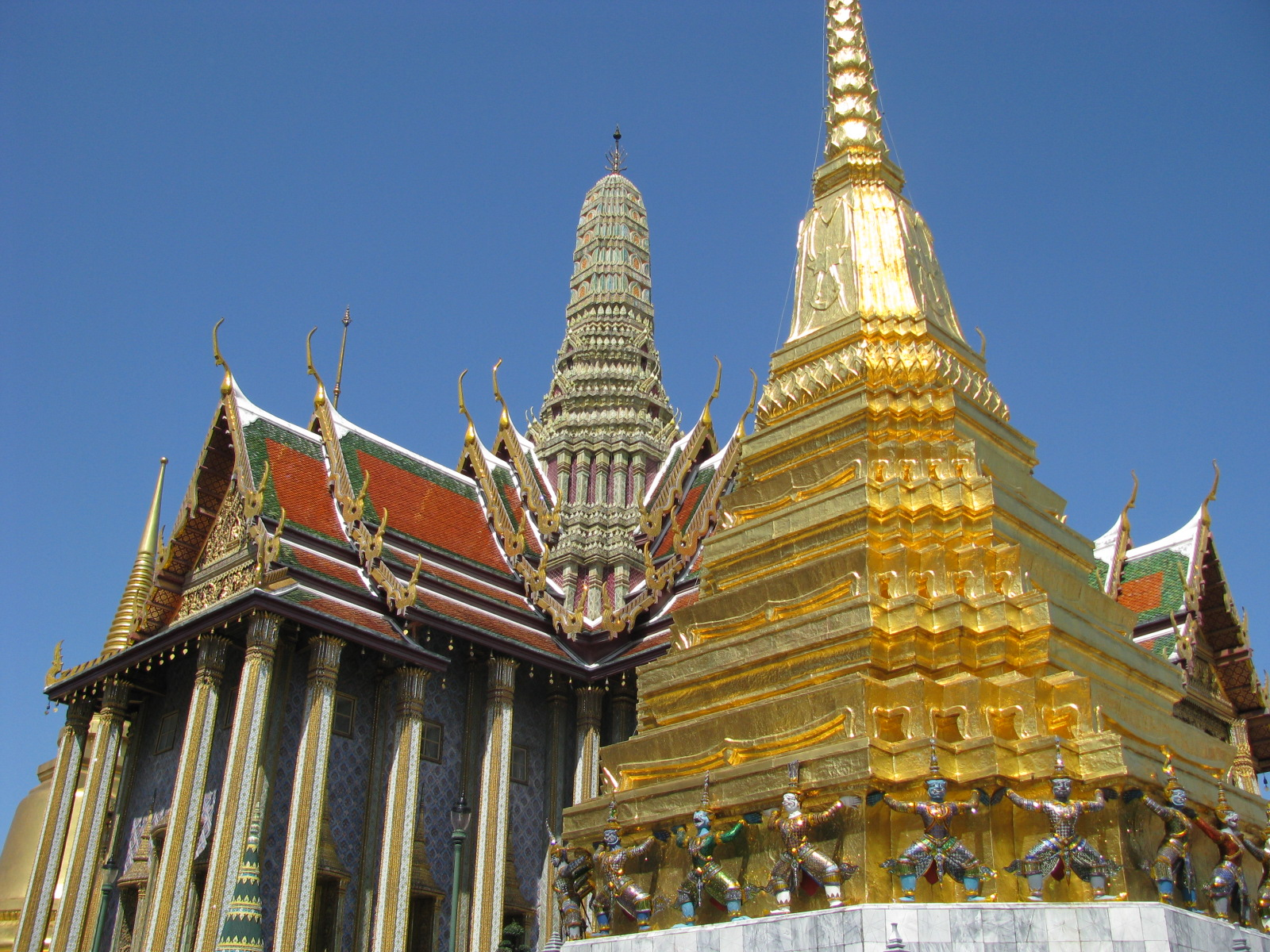
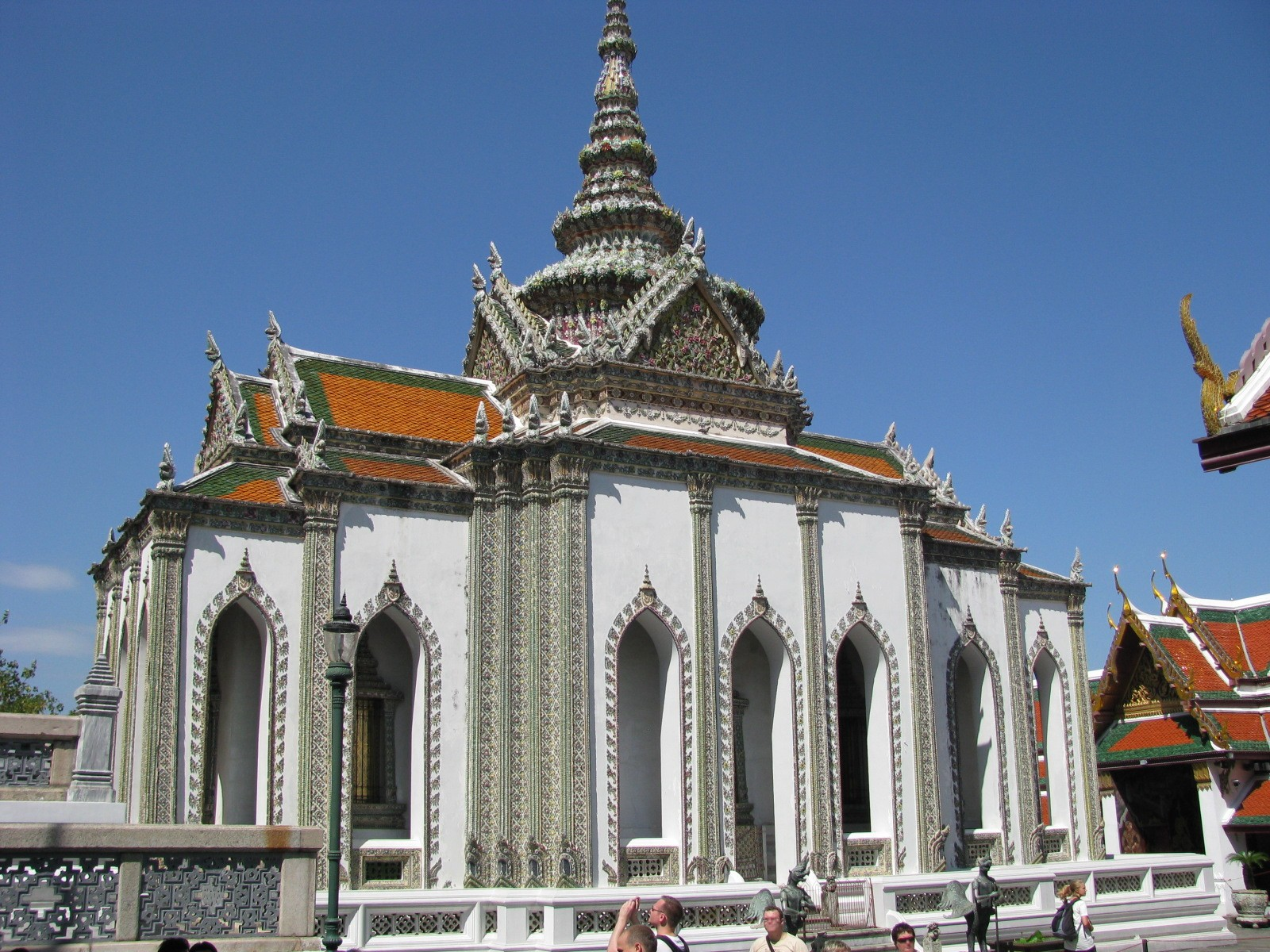
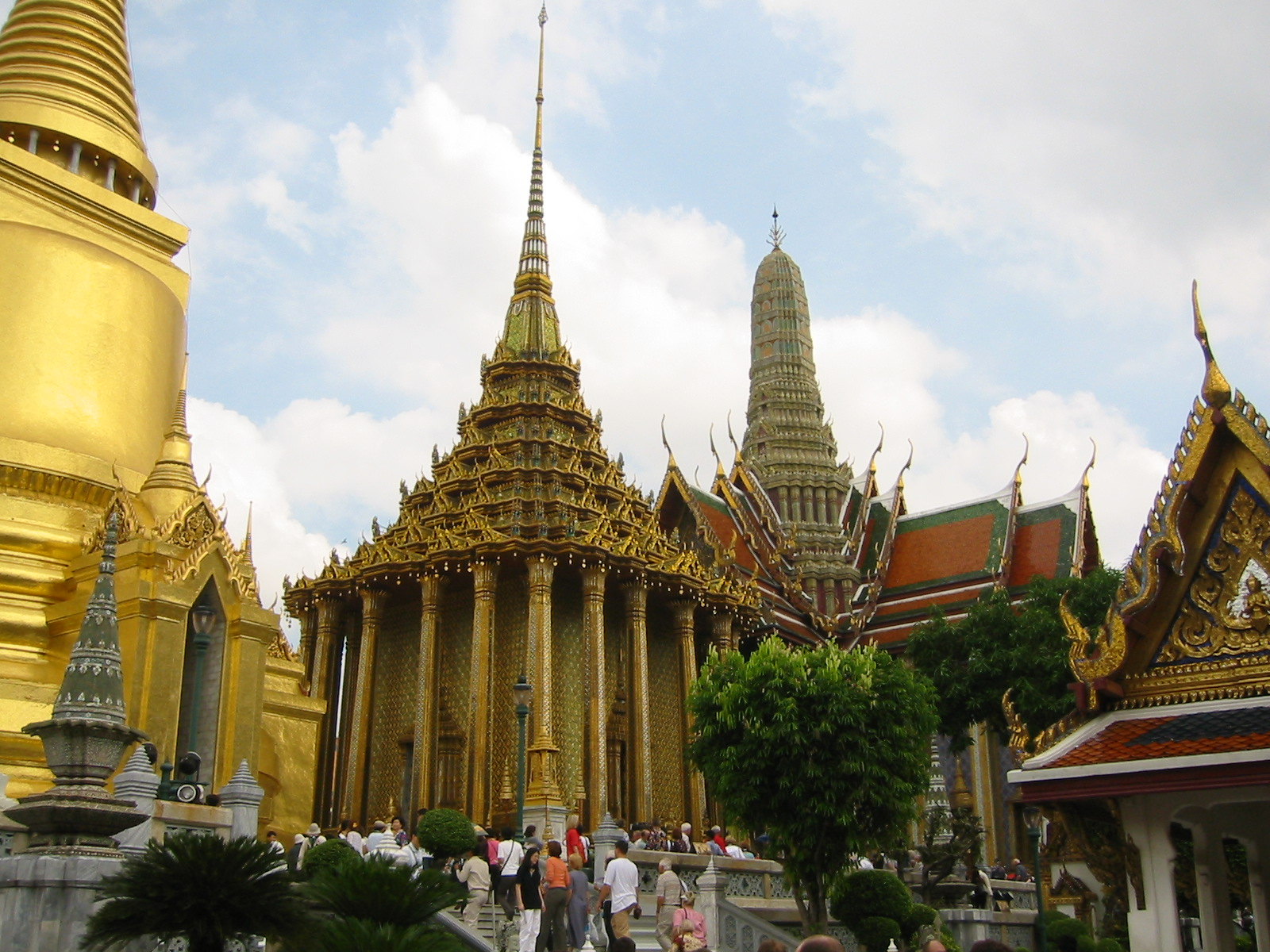
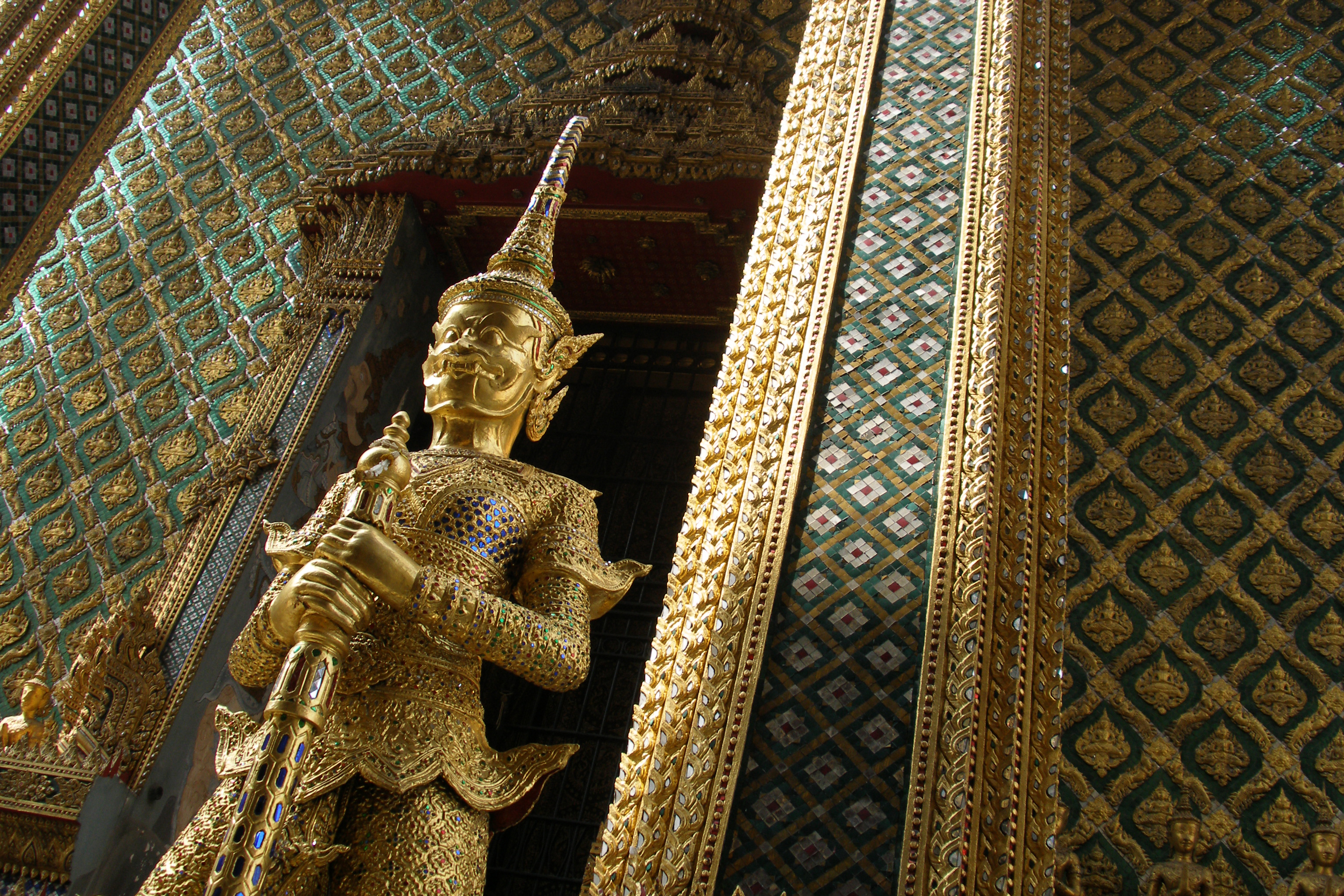
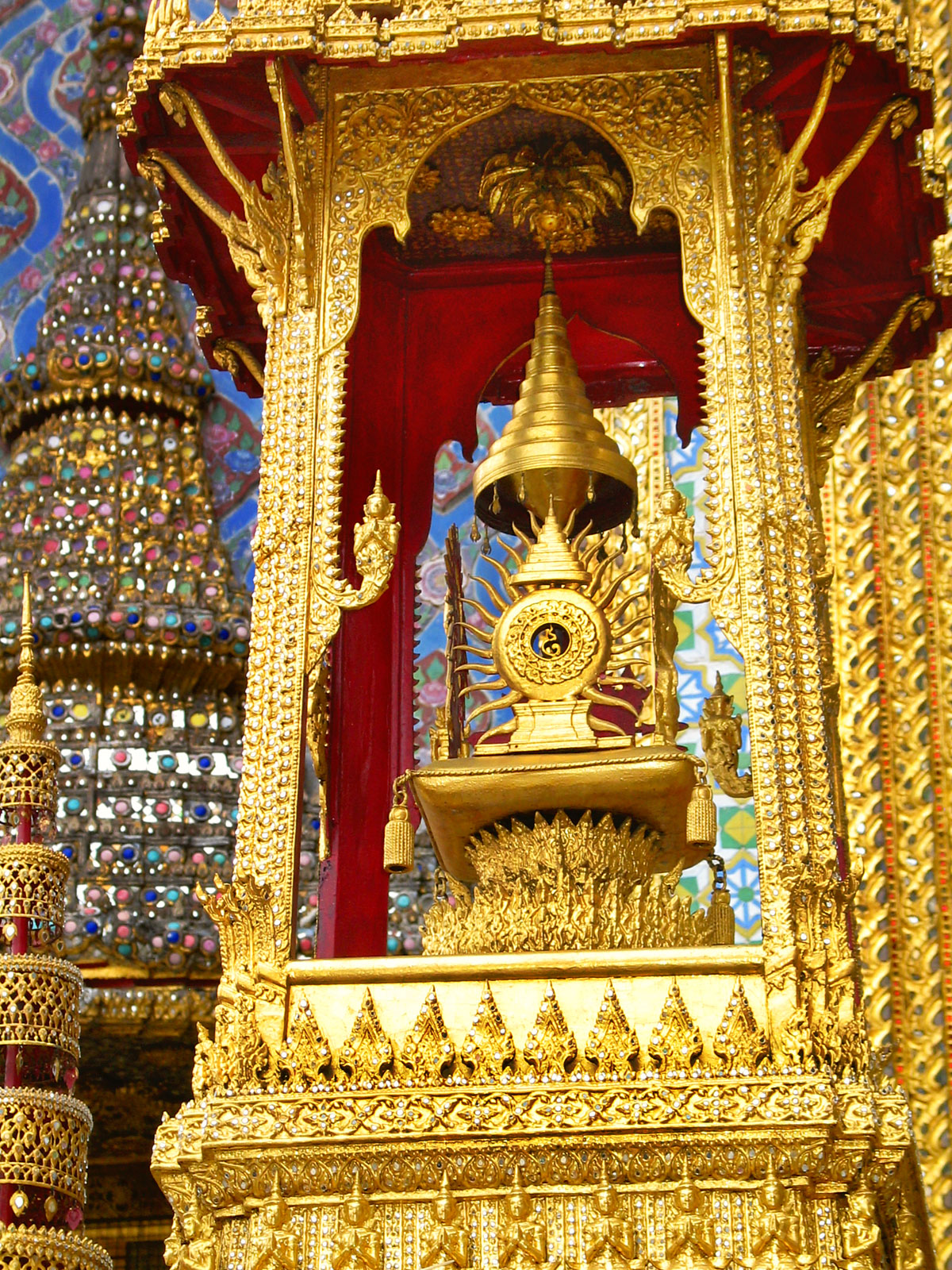
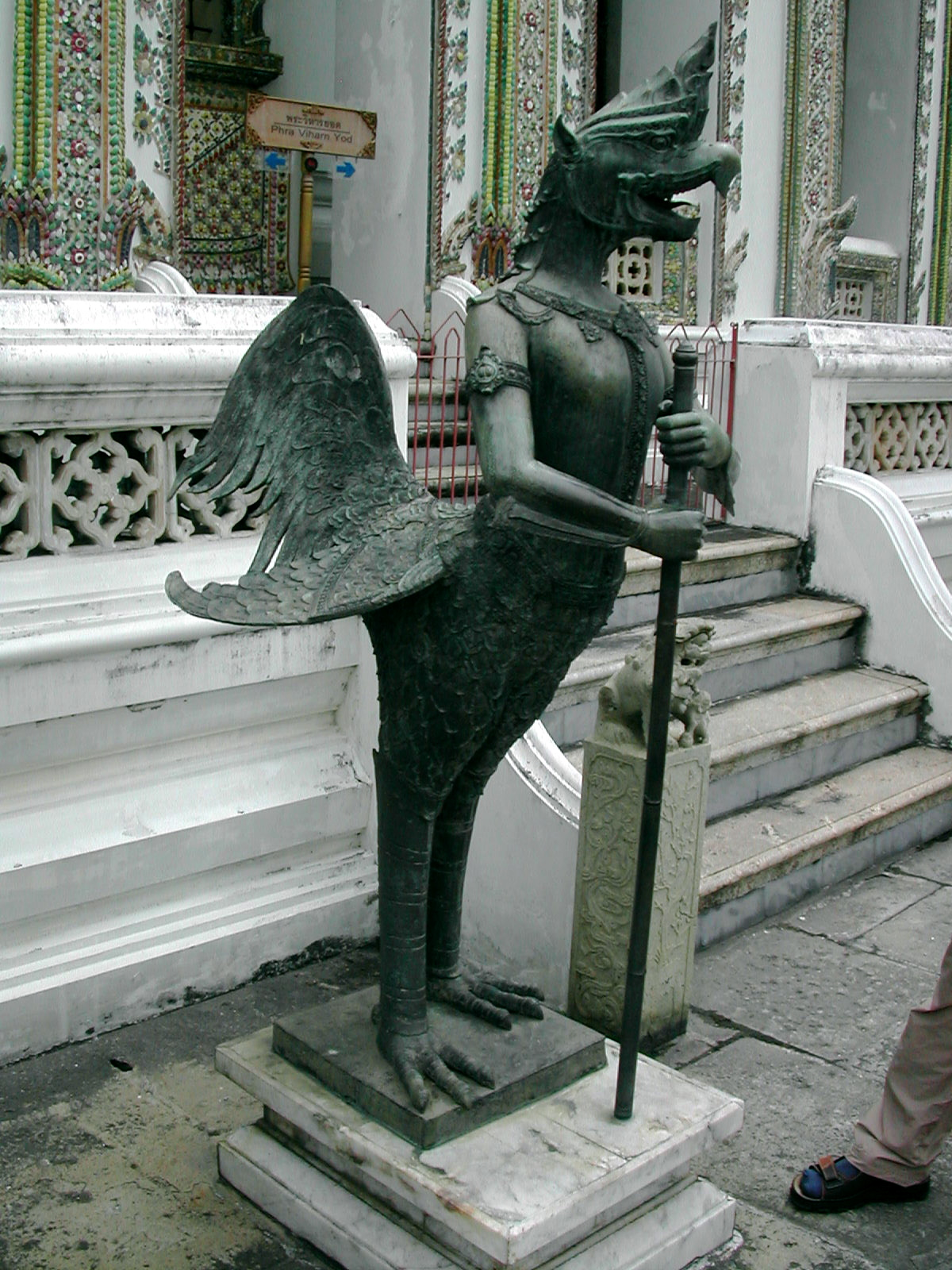
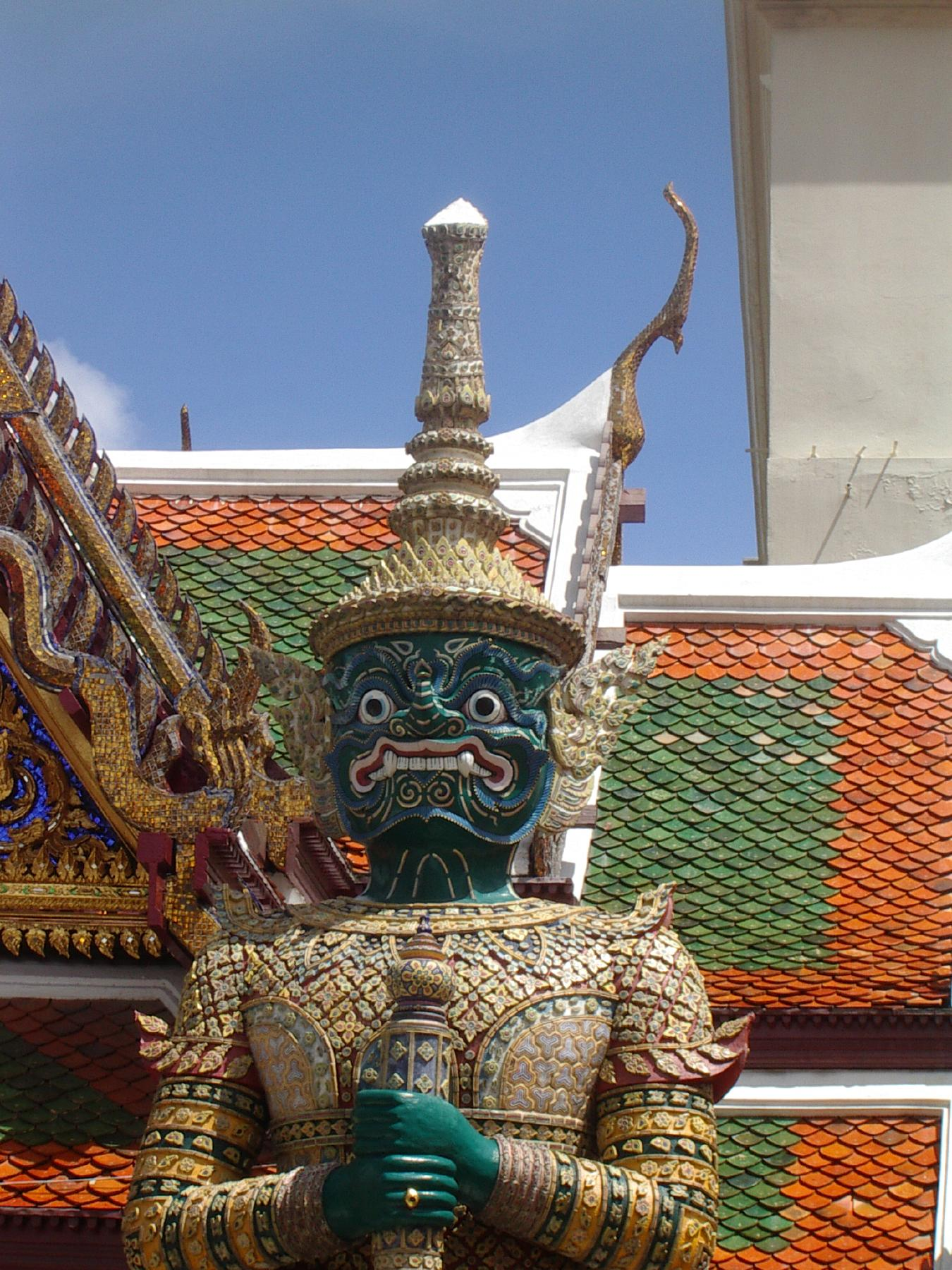
ヤック
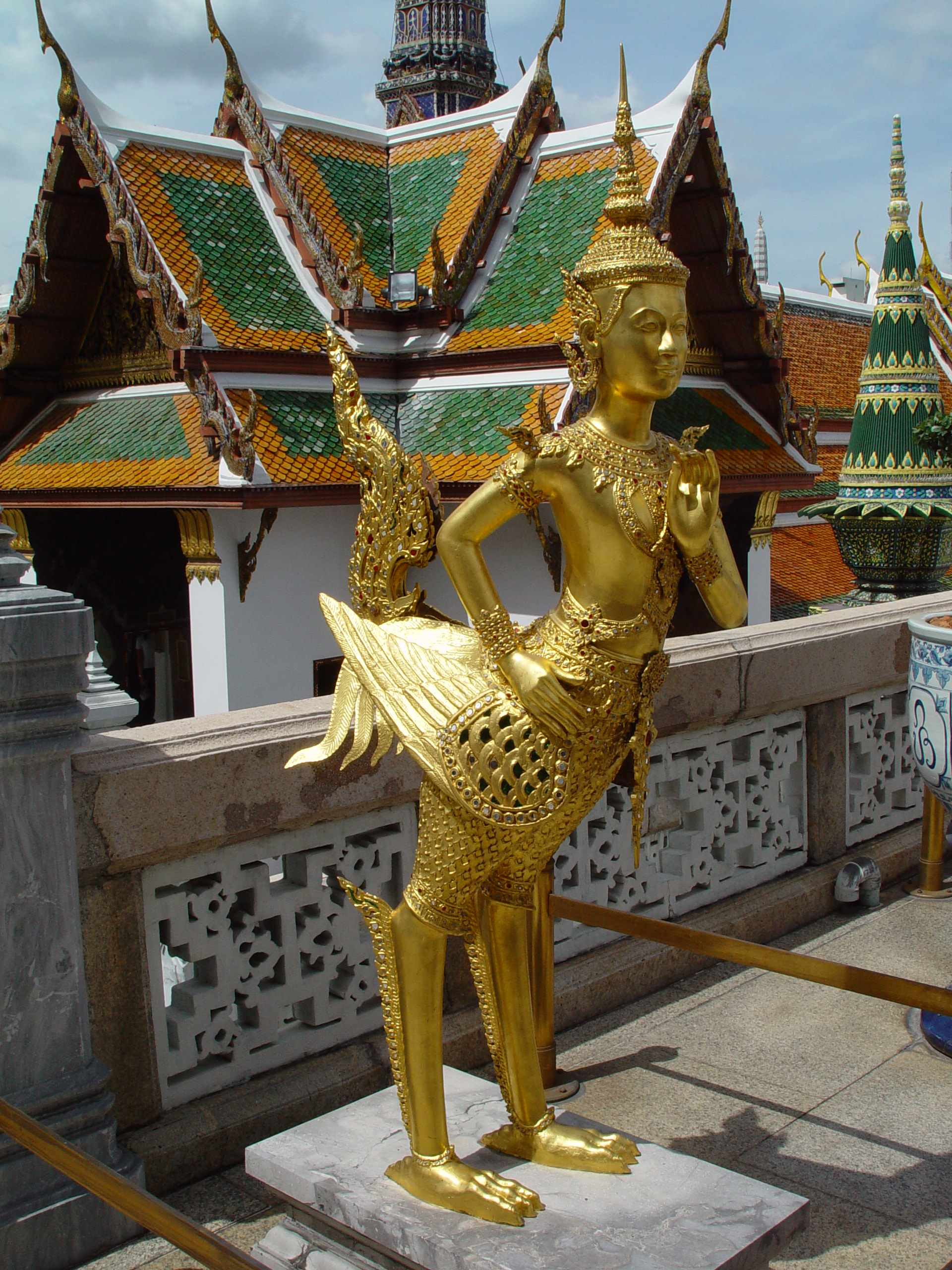
キンナリー
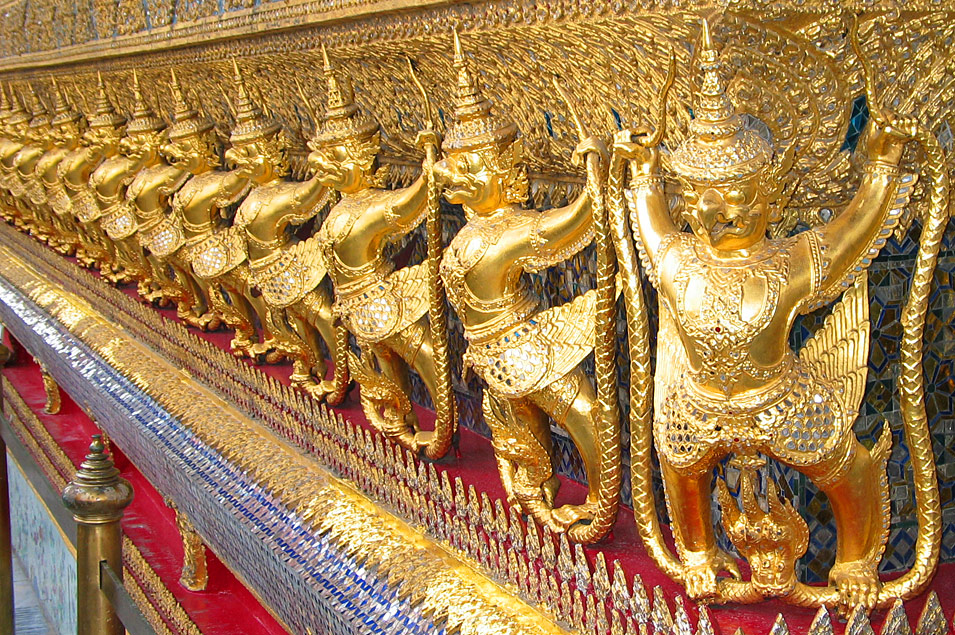
ガルダとナーガ

座標: 北緯13度45分5秒 東経100度29分34秒 / 北緯13.75139度 東経100.49278度